# Sven Wall
Sven Daniel Wall, född 28 mars 1877 i hovförsamlingen, Stockholms stad, död 20 februari 1962 i Lista församling, Södermanlands län, var en svensk veterinär.
Han tog veterinärexamen 1901 och promoverades i Leipzig till veterinärmedicinsk doktor 1917. Efter att ha tjänstgjort dels som distriktsveterinär (1902–1904), dels som assistent vid Veterinärinstitutets patologisk-anatomiska avdelning (1904–1909) och veterinär vid Stockholms stads hälsovårdsnämnd (1910–1912) utnämndes han 1912 till förste besiktningsveterinär vid Stockholms stads slakthus och tjänstgjorde 1913–1916 som tillförordnad professor i patologisk anatomi vid Veterinärhögskolan. År 1918 blev han sanitetsveterinär och 1923 stadsfullmäktig i Stockholm. Wall var generalsekreterare vid andra nordiska veterinärmötet 1921. Han utgav en mängd veterinärmedicinska arbeten.
Åren 1924–1938 var han föreståndare för Statens veterinärbakteriologiska anstalt.
Wall var 1936 en av initiativtagarna till Sällskapet för veterinärmedicinsk forskning.